# Adiós, Mr. Chips (película de 1939)
Adiós, Mr. Chips es una película británica dirigida por Sam Wood en el año 1939, basada en la novela homónima Adiós, Mr. Chips. Originalmente, fue distribuida y producida por Metro Goldwyn Mayer. En España, se encargó la distribuidora Balet y Blay. Fue producida completamente con la técnica del blanco y negro.
Los exteriores de la película se filmaron en Repton School, en Repton, Derbyshire, en el centro de Inglaterra. Por otro lado, los interiores fueron grabados en Denham Film Studios, Denham, Buckinghamshire. 

## Argumento
La película narra la vida de un profesor, el Señor Chipping, a lo largo de su estancia en Brookfield, una ficticia escuela pública. Al principio, el Sr. Chipping tenía problemas para conectarse con sus alumnos, pero supera su incapacidad, así como su timidez inicial, cuando se casa con Katherine, una joven a la que conoce en las vacaciones y que rápidamente comienza a llamarlo por su apodo, «Chips». 
Cuando La Primera Guerra Mundial estalla, «Chips», quien se había retirado el año anterior al cumplir sesenta y cinco años, se compromete a volver a trabajar para cubrir a varios maestros que han entrado en el servicio militar. Innumerables antiguos alumnos y maestros mueren en el campo de batalla. Gran parte de la historia muestra la respuesta de «Chips» a los horrores desatados por la guerra. 
El largometraje termina en el periodo del ascenso al poder de Hitler.

## Reparto
- Robert Donat, como Mr. Chips
- Greer Garson, como Katherine.

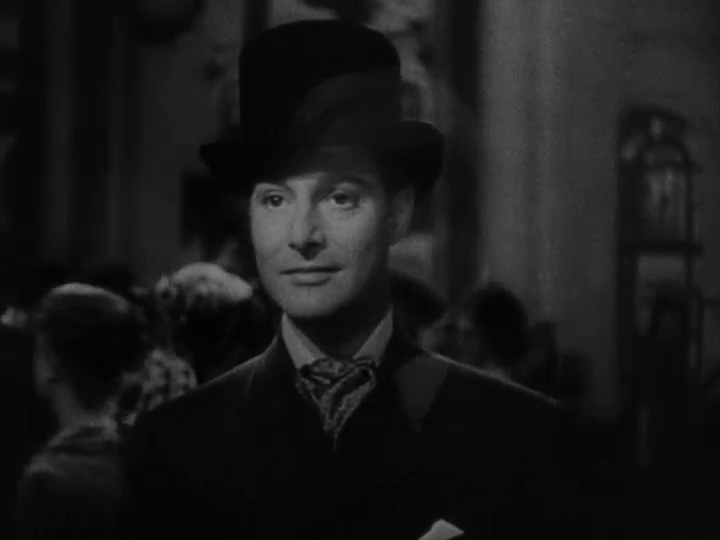
Robert Donat, en el papel de Mr. Chips.

- John Mills, como Peter Colley, joven.
- Terry Kilburn, como Sir John Colley.
- Paul Henreid, como Staefel.
- Judith Furse, como Flora.
- Lyn Harding, como Wetherby.
- Frederick Leister, como Marsham.
- Milton Rosmer, como Chatteris.

## Premios
Premios Óscar
| Categoría            | Receptor                                   | Resultado |
| -------------------- | ------------------------------------------ | --------- |
| Mejor Película       | Adiós, Mr. Chips                           | Nominada  |
| Mejor Dirección      | Sam Wood                                   | Nominado  |
| Mejor Actriz         | Greer Garson                               | Nominada  |
| Mejor Actor          | Robert Donat                               | Ganador   |
| Mejor Guion Adaptado | Eric Maschwitz R. C. Sheriff Claudine West | Nominados |
| Mejor Montaje        | Charles Frend                              | Nominado  |
| Mejor Sonido         | A.W. Watkins                               | Nominado  |

National Board of Review
| Año  | Reconocimiento                | Resultado |
| ---- | ----------------------------- | --------- |
| 1939 | Diez películas más destacadas | Incluida  |

Premios del Círculo de Críticos de Cine de Nueva York
Esta película obtuvo una nominación gracias a la actuación de Robert Donat como mejor actor principal.